# Dorcatoma substriata
Dorcatoma substriata is een keversoort uit de familie klopkevers (Anobiidae). De wetenschappelijke naam van de soort is voor het eerst geldig gepubliceerd in 1829 door Hummel.